# Bohuslav Kilian
Bohuslav Kilian (16. července 1892 Bosonohy – 25. února 1942 Brno) byl český advokát, znalec umění, novinář a vydavatel kulturních a společenských časopisů Salon a Měsíc. Jeho synovcem byl Bohumil Hrabal.

## Život
Narodil se v rodině dělníka a obchodního sluhy Tomáše Kiliana a Kateřiny, rozené Bartlové. Rodina se brzy přestěhovala do Židenic, do ulice Balbínovy číslo 47. V roce 1912 absolvoval klasické gymnázium v Brně. Poté vystudoval na Právnické fakultě Univerzity Karlovy, ale tomuto oboru se dále nevěnoval. Jeho velikým zájmem se stalo umění – studoval dva semestry dějiny umění v Mnichově, hrál dobře na housle. Pohyboval se v uměleckém prostředí a v jeho vile v Obřanech na Mlýnském nábřeží číslo 27 se často scházeli výtvarníci (Josef Šíma, Eduard Milén), architekti (Emil Kotrba, Karel Kotas) nebo herci (Oldřich Nový). Stýkal se také s literáty, např. Rudolfem Těsnohlídkem, Čestmírem Jeřábkem nebo Bohumilem Stejskalem.
Se svojí manželkou Alžbětou Kilianovou, rozenou Říhovou (sňatek 14. května 1921 v Brně) měl dvě dcery. Eva Kilianová (1930–2020) byla etnografka a spisovatelka knih pro děti. Mladší dcerou je Alena Konrádová (* 1932).

## Časopisy
Časopis Salon, založený v roce 1922, vedl Bohuslav Kilian od jeho druhého ročníku.
V roce 1932 založil časopis Měsíc. Od léta 1933 vydával také jeho německou verzi, Der Monat, jejíž obsah nebyl totožný s obsahem české verze.
Tyto časopisy odrážely nový životní styl a estetické cítění první republiky a představovaly jeden z vrcholů dobové typografické práce spojené s meziválečnou modernou.